# St. Ulrich (Rudelstetten)

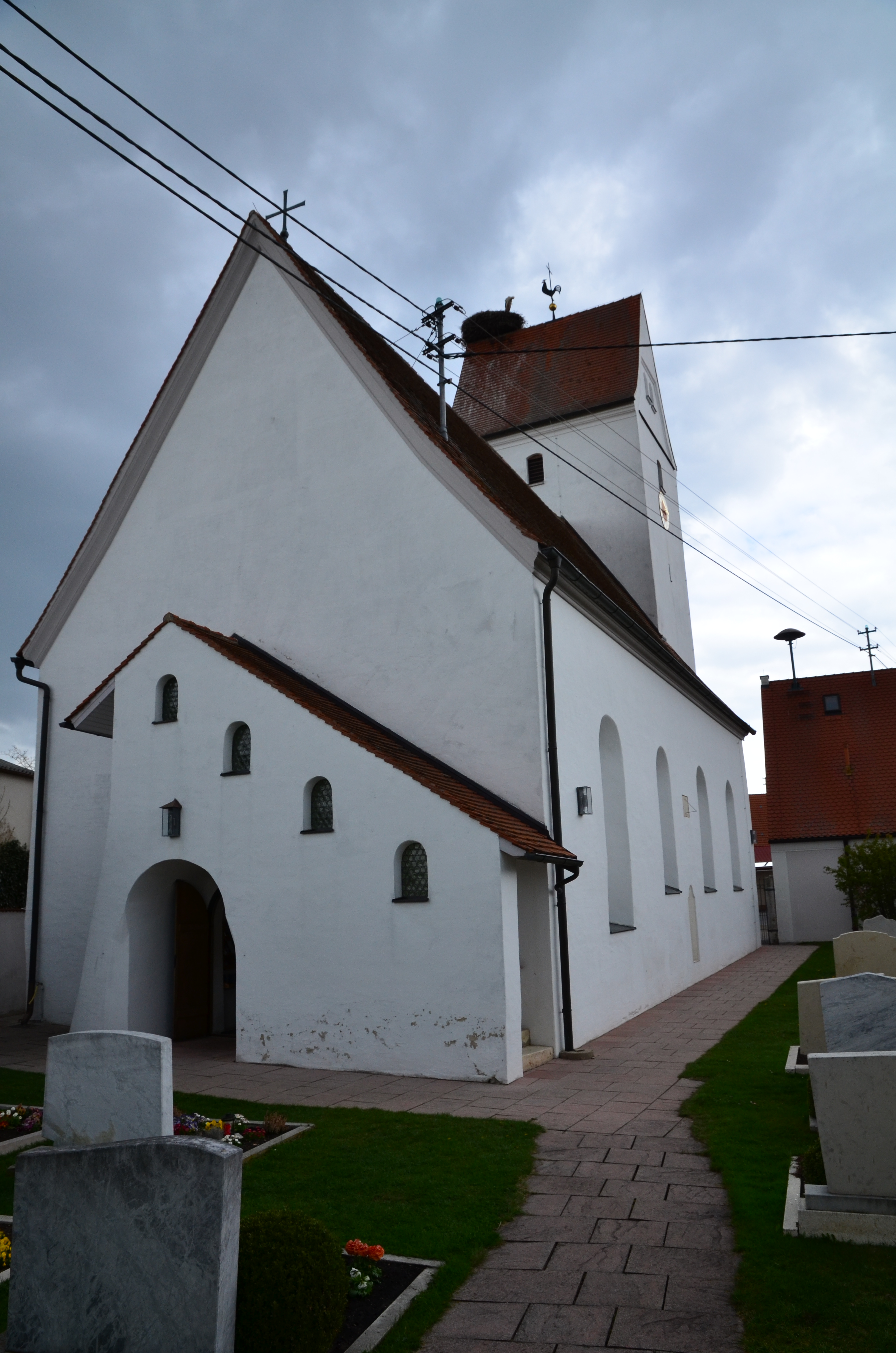
Kirche St. Ulrich in Rudelstetten, Eingang unter dem Emporenaufgang

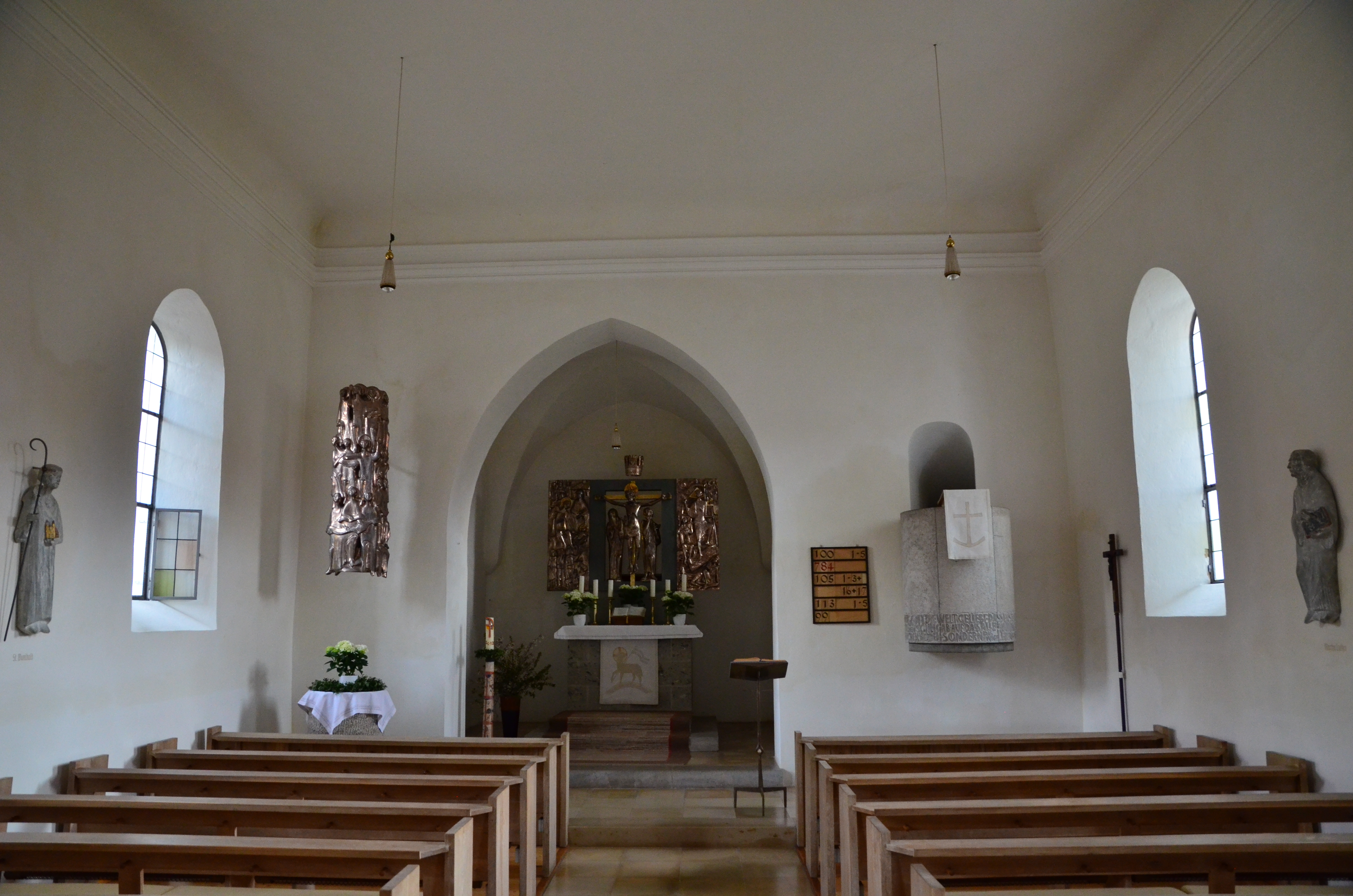
Innenansicht

Die evangelisch-lutherische Kirche St. Ulrich in Rudelstetten, einem Gemeindeteil von Alerheim im schwäbischen Landkreis Donau-Ries in Bayern, wurde in den 1650er Jahren errichtet. Die Kirche an der Sankt-Ulrich-Straße 21 ist ein geschütztes Baudenkmal.

## Beschreibung
Eine Kirche in Rudelstetten wird erstmals 1190 urkundlich genannt. Nachdem die Kirche 1648 während des Dreißigjährigen Krieges zerstört worden war, erfolgte von 1653 bis 1656 ein Neubau.
An den Saalbau mit aus der Achse gerücktem eingezogenem Rechteckchor im Chorturm mit gefelderten Giebelflächen ist im Osten eine Sakristei aus dem Jahr 1760 angebaut. Der Emporenaufgang befindet sich im Westen.
Die Ausstattung der Kirche stammt von dem Bildhauer Ernst Steinacker.